# Glengorm
Glengorm (auch Glen Gorm) ist eine als Steinreihe bezeichnete Steinsetzung, westlich von Glengorm Castle im Norden der Isle of Mull, einer Insel der Inneren Hebriden in Argyll and Bute in Schottland.
Es ist eine dreieckige Steinsetzung von der zwei Steine (unsachgemäß) wieder aufgerichtet wurden. Nach Canmore befand sich hier im 18. Jahrhundert nur ein stehender Menhir. Die beiden anderen wurden 1942 wieder aufgestellt. Der niedrige Randsteinkreis um sie herum wurde hinzugefügt, als die beiden Steine aufgerichtet wurden. Alle drei Steine sind über 2,0 m hoch.
Der Platz wurde ausgegraben. Der nördliche Stein scheint in der Nähe seiner ursprünglichen Position wieder aufgerichtet worden zu sein, während der südliche versetzt wurde um in einer Spalte im Grundgestein verkeilt zu werden. Die ursprüngliche Ausrichtung zeigt nicht die Tendenz anderer Standorte der Region. 
In der Nähe des nördlichen Steines wurde eine Tonpfeife mit der Aufschrift „George V“ gefunden. Andere Funde waren Kiesel aus Feuerstein, Kreide und Quarz, von denen einige durch intensive Hitze verglast waren. Eine kleine Grube mit Holzkohle wurde in der Nähe des zentralen Steins und verbrannte Knochen wurden südwestlich des nördlichen Steins gefunden.
Glengorm hieß ursprünglich Sorne. Im Jahre 1850 suchte James Forsyth nach einem neuen Namen für sein Anwesen. Eine der wenigen verbliebenen Pächterinnen des Landes schlug Glengorm vor, was „Blaues Tal“ bedeutet.
In der Nähe liegen das Steinfort Dun Ara und An Sean Dun.